# Lepisiota
Lepisiota é um gênero de insetos, pertencente a família Formicidae.

## Espécies
- Lepisiota acuta Xu, 1994
- Lepisiota affinis (Santschi, 1937)
- Lepisiota ajjer (Bernard, 1953)
- Lepisiota albata (Santschi, 1935)
- Lepisiota alexis (Santschi, 1937)
- Lepisiota ambigua (Santschi, 1935)
- Lepisiota angolensis (Santschi, 1937)
- Lepisiota annandalei (Mukerjee, 1930)
- Lepisiota arabica (Collingwood, 1985)
- Lepisiota arenaria (Arnold, 1920)
- Lepisiota arnoldi (Forel, 1913)
- Lepisiota aurea (Karavaiev, 1933)
- Lepisiota bipartita (Smith, 1861)
- Lepisiota cacozela (Stitz, 1916)
- Lepisiota canescens (Emery, 1897)
- Lepisiota capensis (Mayr, 1862)
- Lepisiota capitata (Forel, 1913)
- Lepisiota carbonaria (Emery, 1892)
- Lepisiota chapmani (Wheeler, 1935)
- Lepisiota crinita (Mayr, 1895)
- Lepisiota curta (Emery, 1897)
- Lepisiota dammama Collingwood & Agosti, 1996
- Lepisiota dendrophila (Arnold, 1949)
- Lepisiota depilis (Emery, 1897)
- Lepisiota deplanata (Stitz, 1911)
- Lepisiota depressa (Santschi, 1914)
- Lepisiota dhofara Collingwood & Agosti, 1996
- Lepisiota dolabellae (Forel, 1911)
- Lepisiota egregia (Forel, 1913)
- Lepisiota elegantissima Collingwood & Van Harten, 2011
- Lepisiota emmelii (Kutter, 1932)
- Lepisiota erythraea (Forel, 1910)
- Lepisiota fergusoni (Forel, 1895)
- Lepisiota foreli (Arnold, 1920)
- Lepisiota frauenfeldi (Mayr, 1855)
- Lepisiota gerardi (Santschi, 1915)
- Lepisiota gracilicornis (Forel, 1892)
- Lepisiota harteni Collingwood & Agosti, 1996
- Lepisiota hexiangu Terayama, 2009
- Lepisiota hirsuta (Santschi, 1914)
- Lepisiota imperfecta (Santschi, 1926)
- Lepisiota incisa (Forel, 1913)
- Lepisiota kabulica (Pisarski, 1967)
- Lepisiota karawaiewi (Kuznetsov-Ugamsky, 1929)
- Lepisiota longinoda (Arnold, 1920)
- Lepisiota megacephala (Weber, 1943)
- Lepisiota melanogaster (Emery, 1915)
- Lepisiota melas (Emery, 1915)
- Lepisiota mlanjiensis (Arnold, 1946)
- Lepisiota modesta (Forel, 1894)
- Lepisiota monardi (Santschi, 1930)
- Lepisiota nigrescens (Karavaiev, 1912)
- Lepisiota nigrisetosa (Santschi, 1935)
- Lepisiota nigriventris (Emery, 1899)
- Lepisiota obtusa (Emery, 1901)
- Lepisiota oculata (Santschi, 1935)
- Lepisiota opaca (Forel, 1892)
- Lepisiota opaciventris (Finzi, 1936)
- Lepisiota palpalis (Santschi, 1935)
- Lepisiota piliscapa (Santschi, 1935)
- Lepisiota quadraticeps (Arnold, 1944)
- Lepisiota reticulata Xu, 1994
- Lepisiota riyadha Collingwood & Agosti, 1996
- Lepisiota rothneyi (Forel, 1894)
- Lepisiota rubrovaria (Forel, 1910)
- Lepisiota rugithorax (Santschi, 1930)
- Lepisiota schoutedeni (Santschi, 1935)
- Lepisiota semenovi (Ruzsky, 1905)
- Lepisiota sericea (Forel, 1892)
- Lepisiota silvicola (Arnold, 1920)
- Lepisiota somalica (Menozzi, 1927)
- Lepisiota spinisquama (Kuznetsov-Ugamsky, 1929)
- Lepisiota spinosior (Forel, 1913)
- Lepisiota splendens (Karavaiev, 1912)
- Lepisiota submetallica (Arnold, 1920)
- Lepisiota syriaca (André, 1881)
- Lepisiota tenuipilis (Santschi, 1935)
- Lepisiota validiuscula (Emery, 1897)
- Lepisiota xichangensis (Wu & Wang, 1995)